# Стрельников Володимир Володимирович
Володимир Володимирович Стрельников (27 квітня 1911, Тула — 27 жовтня 1981, Одеса) — український радянський живописець і педагог; член Спілки радянських художників України з 1953 року.

## Біографія
Народився 27 квітня 1911 року в місті Тулі (нині Росія). Росіянин. Протягом 1930—1936 років навчався в Одеському художньому училищі у Теофіла Фраєрмана, Павла Волокидіна, Данила Крайнєва. Відвідував студію Соломона Кишинівського. Викладав в Одеському художньому училищі. Брав участь у німецько-радянській війні.
Мешкав в Одесі в будинку на вулиці Карла Маркса, № 25, квартира, № 26. Помер в Одесі 27 жовтня 1981 року. Похований в Одесі.

## Творчість
Працював в галузі станкового живопису, створював натюрморти, пейзажі, портрети. Серед робіт:
- цикл пейзажів Одеси (1939—1940);
- цикл пейзажів Херсона (1939—1940);
- «Одеський порт» (1950);
- «Перемога при Синопі» (1954);
- «Човни» (1954);
- «Мужність» (1961);
- «На тренуванні» (1967);
- «Жіночий портрет» (1971).

Брав участь у республіканських виставках з 1957 року, всесоюзних — з 1954 року.